# Big Horn (Wyoming)
Big Horn é uma Região censo-designada localizada no estado norte-americano de Wyoming, no Condado de Sheridan.

## Demografia
Segundo o censo norte-americano de 2000, a sua população era de 198 habitantes.

## Geografia
De acordo com o United States Census Bureau tem uma área de 
7,3 km², dos quais 7,3 km² cobertos por terra e 0,0 km² cobertos por água. Big Horn localiza-se a aproximadamente 1238 m acima do nível do mar.

## Localidades na vizinhança
O diagrama seguinte representa as localidades num raio de 68 km ao redor de Big Horn. 